# 柴田鍊三郎
柴田 鍊三郎（1917年3月26日—1978年6月30日）是一位日本作家、小說家、非小說類作家、中國文學家，原名為斎藤 錬三郎（さいとう れんざぶろう），簡稱柴鍊（シバレン），幕末浪士隊的首腦（即新選組的開山鼻祖）清河八郎是他的大伯父，作品《耶穌的後裔》獲得芥川獎和直木獎，代表作品為知名劍豪小說《眠狂四郎無賴控》，歷史小說《御家人斬九郎》、《德川太平記》，另外還有中國文學翻譯改編的《水滸英雄傳》系列四本、《新編三國志》等等。

## 生平

### 戰前生活
出生於岡山縣邑久郡鶴山村（現今的備前市）一個地主之家，在家排行老三，父親柴田知太是一名畫家。
在鶴山尋常小學畢業後，1929年在舊制岡山縣立第二中學校入學。在校友誌長親自發表詩集短篇。慶應義塾大學醫學系受驗入學，半年後轉修文學系。就讀大學的第3年發表了小說《十円紙幣》，向君尾哲三請求在『三田文學』出版社發表。
1940年，與庄内藩齋藤家出身的齋藤エイ子結婚，成為齋藤家的女婿兼養子，於是改姓更名叫齋藤鍊三郎。同年，慶應義塾大學文學系中國文學科畢業。畢業論文為『魯迅論』。
之後在内國貯金銀行工作後3個月就辭職了。辭職之後進到「泰東書道院」所發行的月刊『書道』擔任編輯員。服務於日本書籍出版協會。同年長女美夏江出生。
1942年被徵招入伍，加入相模原第89重砲連隊。進行3周的基本訓練，因為先前是醫學系的學生，所以也擔任衛生兵，在相模原陸軍醫院幫忙，後來轉入横須賀陸軍醫院幫忙。1945年在搭乘運輸艇前往南方派遣任務的途中，在巴士海峽遭到盟軍攻擊，運輸艇沉沒了，齋田陷入了7小時的漂流。漂流時常常吟詠北宋的漢詩來解悶，還是平安脫困，奇蹟生還。
回歸之後和田所太郎、大橋鎮子在『日本読書新聞社』再次刊登文章。擔任『書評』雜誌總編輯。在『三田文學』也發表許多文藝評論文章。

### 戰後生活
戰後擔任『日本読書新聞』的總編輯，因為工作不太順利，於是向日本浪漫派的佐藤春夫、堀口大學、井伏鱒二、井上靖等人學習。
自1949年投入寫作事業，1951年6月在『三田文學』發表《死亡面具》榮獲第25回芥川獎。翌年《耶穌的後裔》獲得第26回直木獎。
同年發表『真説河内山宗俊』之後，開始進行武俠小説的著作。1956年在『週刊新潮』連載《眠狂四郎系列》，一出版就得到不少人的迴響，「眠狂四郎」這個角色成為戰後虛無主義劍客的代表，以嶄新的文筆或得大眾的喜愛，成了不折不扣的「劍豪作家」。後期的現代小説包括『チャンスは三度ある』、1969年的『英雄在此』（三国志英雄ここにあり）獲得第4回吉川英治文學獎。
柴田的許多作品被翻拍成電影，像是1962年的「斬」、1965年「劍鬼」、還有代表作「眠狂四郎系列」。
1966年至1977年擔任直木賞的評審委員。在柴田的嚴格揀選下，像五木寬之、野坂昭如、陳舜臣、井上ひさし、藤澤周平等等都是他一手提拔的。
1978年6月30日因肺心病被送入慶應義塾大學醫院，最後仍不治死亡。享年61歲。葬於東京都文京區的傳通館。被受戒名為「蒼岳院殿雋譽円月錬哲居士」。遺作為赤穗浪士之『復讐四十七士』（未能完結）。
後代編輯他的著作編輯成『柴田鍊三郎選集』（集英社全18卷）、澤邊成德著『無頼の河は清冽なり 柴田錬三郎伝』（集英社、1992年）。

## 眠狂四郎映畫化

柴田鍊三郎和市川雷藏，柴田正在指導眠狂四郎的「圓月殺法」

1956年週刊連載《眠狂四郎無賴控》得到廣泛迴響之後，由東寶電影公司的製片人田中友幸率先將其作品買下版權，製作成電影，由小國英雄編劇，導演為日高繁明，（東寶版眠狂四郎三部作品：「眠狂四郎無賴控」(1956)、「眠狂四郎無賴控第二集 圓月殺法」(1957)、「眠狂四郎無賴控 魔劍地獄」(1958)），由鶴田浩二飾演眠狂四郎，但是當時柴田本人認為鶴田演的眠狂四郎不盡理想，電影製作企畫宣告停止。
直到1963年大映向柴田買下版權，由市川雷藏飾演眠狂四郎，星川清司編劇，田中德三、三隅研次、池廣一夫、安田公義、井上昭等人為導演。市川的演技讓柴田的眼睛為之一亮，於是決定和大映電影公司長期合作，持續進行「眠狂四郎系列電影」的製作與拍攝，總共拍了12集，1969年，市川雷藏在拍攝完「眠狂四郎惡女狩獵」後不到幾個月便因病逝世，主角改由松方弘樹接替，拍攝了後續的兩集。
1971年大映倒閉後，導演田中德三於1989年、1993年、1996年、1998年拍攝電視電影「眠狂四郎」，由田村正和飾演。

## 著名作品
- 十円紙幣 (1938)
- 耶穌的後裔 (1952)
- 猿飛佐助 (1955)
- 『眠狂四郎系列』
  - 眠狂四郎無頼控 第1-7部 (1956-58)
  - 眠狂四郎獨步行 (1961)
  - 眠狂四郎殺法帖 (1963)
  - 眠狂四郎孤劍五十三次 (1967)
  - 眠狂四郎虛無日誌 (1969)
  - 眠狂四郎京洛勝負帖・蝦夷館決戰 (1969)
  - 眠狂四郎無情控 (1972)
  - 眠狂四郎異端狀 (1975)
- 源氏九郎颯爽記(1957)
- 新編三國志(1959)
- 孤劍不折(1959)(2009新版，木馬文化出版，譯者高詹燦 ISBN 9789866488320)
- 新編三国志 春陽堂書店 (1958)
- 柴田錬三郎選集 全15卷 (1960 - 1962)
- 孤独な剣客 (1962)
- 猿飛佐助 (1962)
- 真田幸村 (1963)
- 清河八郎 (1963)
- 忍者からす (1964)
- 柳生但馬守 (1965)
- 柴田錬三郎選集 第2期 全15卷 (1964-1965)
- 人間勝負 (1964-1965)
- 柴田錬三郎時代小説全集 全26卷 (1965-1967)
- 德川太平記 (1965)
- 劍鬼 第1-3編 (1965-1967)
- 柴錬巷談 (1969-1971)
- 浪人列伝 (1969)
- 英雄在此 (1969)
- 『水滸英雄傳系列』 (柴錬水滸伝 われら梁山泊の好漢) (1969)
  - 風雲篇
  - 迅雷篇
  - 疾風篇
  - 激鬥篇
- 人斬り斑平 (1971)
- 決鬥者 宮本武藏　(1971)
- 柴田錬三郎自選時代小説全集 全30巻 (1973-1975)
- 柴田錬三郎の秘剣乱舞 (1973)
- 嗚呼江戸城 文藝春秋 (1973)
- 柴田錬三郎の無頼殺法 (1973)
- 真田十勇士 巻の1-5 日本放送出版協會 (1975-1976)
- 御家人斬九郎 (1976)
- 英雄・生きるべきか死すべきか　柴錬三国志　(1977)
（孔明没後篇。「英雄ここにあり」と併せて「英雄三国志」集英社文庫）
- 堀部安兵衛 (1978)
- 円月説法 柴錬のダンディズム指南 (1978)
- 柴田錬三郎選集 全18巻 (1989-1990)
- 無念半平太 (1990.9) (新潮文庫) 「剣鬼宮本無三四」講談社文庫
- 柴田錬三郎集 リブリオ出版 (1998.11) (ポピュラー時代小説)

## 外部連結
- 柴田錬三郎 （页面存档备份，存于）（日語）
- 柴田錬三郎 新潮社 （页面存档备份，存于） （新潮文庫）（日語）